# Aurélia e Neomísia
Aurélia e Neomísia são duas irmãs nascidas na Ásia Menor, provavelmente no século XI, e veneradas como santas pela Igreja Católica.

## Vida e culto
Juntas, elas visitaram os lugares sagrados na Síria e Palestina, assim como as tumbas dos apóstolos em Roma. De acordo com a hagiografia, em Cápua elas foram atacadas por sarracenos, mas escaparam sob a proteção de trovoadas. Elas se estabeleceram em Macerata, perto de Anagni, onde permaneceram até adoecerem e falecerem no dia 25 de setembro de ano não conhecido.
"
O culto a santa Aurélia é um dos mais propagados e antigos da tradição romana. Ao longo dos séculos, Aurélia deu nome a gerações inteiras de cristãs, que passaram a festejar a santa de seu onomástico como protetora pessoal. De modo que a festa de santa Aurélia, no dia 25 de setembro, foi introduzida no calendário litúrgico da Igreja pela própria Diocese de Anagni. O único texto que registrou esta tradição, escrito no início do século XIV, faz parte da coleção da Biblioteca Apostólica Vaticana. No entanto, somente no ano de 1903 que o culto das santas obtiveram confirmação canônica. Assim, as urnas contendo as relíquias das irmãs puderam ser expostas aos devotos e peregrinos durante as celebrações litúrgicas. Contudo, há um fato curioso que ocorre nesta tradição desde o seu início, onde a maioria dos devotos só lembra que é o dia da festa de santa Aurélia, e apenas a ela agradecem pela intercessão nas graças alcançadas.

## Oração de santas Aurélia e Neomísia

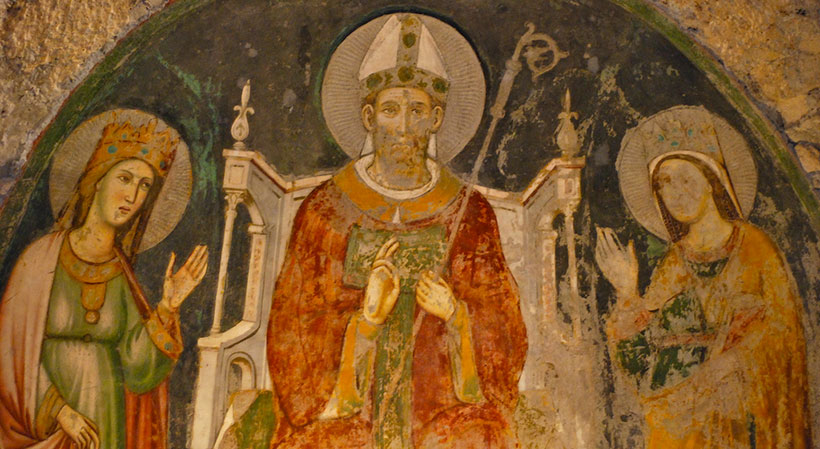

Dai-nos ó Pai de bondade, a coragem de dispor de tempo e ânimo para buscar sua presença na minha vida. Pela intercessão das santas Aurélia e Neomísia ajudai-me a caminhar sempre na direção do bem e deixar de lado todo comodismo que me impede de estar sempre ao seu lado. Por Cristo Nosso Senhor. Amém.